# كاسحة جليد
كاسحة الجليد هي سفينة مصممة للتنقل من خلال المياه المغطاة بالجليد، وتوفير الممرات المائية الآمنة للقوارب والسفن الأخرى. وتستخدم كاسحة الجليد قوتها الجبارة لدفع مقدمتها أعلى الجليد كي يحدث ثقل السفينة انهيار الجليد. ومقدمة السفينة مصممة بطريقة خاصة وهي ذات جسم صلب قوي. تصمم أضخم كاسحات الجليد لكسر الجليد الذي يصل سمكه إلى 2.4 متر. ويتم هذا العمل بسرعة بطيئة ولكن بانتظام. وتستطيع بعض هذه السفن تكسير جليد يصل سمكه إلى أكثر من سبعة أمتار بالارتداد للخلف والاصطدام بالجليد بشدة.
وفي مناطق القطبين الشمالي والجنوبي، توجد كاسحات الجليد القطبية، التي تُستخدم في إنقاذ السفن التي تحاصرها الثلوج، وكذلك في إدارة الأبحاث العلمية وحماية سفن الإمداد عبر المياه المغطّاة بالثلوج. وفي المناطق المجاورة للمنطقة القطبية الشمالية، تُستخدم كاسحات جليد القطب الشمالي في فصل الشتاء في فتح مسارات السفن بالقيام بتكسير طبقات الثلج الرقيقة نسبيًا التي تكسو سطح البحار والبحيرات والأنهار خارج المناطق القطبية. والبلاد التي تَسْتخدم كاسحات الجليد هي كندا، وألمانيا واليابان، و روسيا الاتحاديه والولايات المتحدة.